# Ruta 137 (Costa Rica)
La Ruta 137, oficialmente Ruta Nacional Secundaria 137, es una ruta nacional de Costa Rica ubicada en las provincias de San José y Alajuela.

## Descripción
En la provincia de San José, la ruta atraviesa el cantón de Puriscal (los distritos de Santiago, Barbacoas, Grifo Alto), el cantón de Turrubares (los distritos de San Pablo, San Pedro, San Juan de Mata).
En la provincia de Alajuela, la ruta atraviesa el cantón de Orotina (el distrito de Orotina).